# Innenheim
Innenheim é uma comuna francesa na região administrativa de Grande Leste, no departamento Baixo Reno. Estende-se por uma área de 6,22 km². Em 2010 a comuna tinha 1 195 habitantes (densidade: 192,1 hab./km²).